# Natação nos Jogos Pan-Americanos de 2019 - Revezamento 4x100 m livre masculino
As competições do revezamento 4x100 metros livre masculino da natação nos Jogos Pan-Americanos de 2019 foram realizadas em 6 de agosto no Centro Aquático Nacional, em Lima, no Peru. 

## Calendário
Horário local (UTC-5).
| Data        | Horário | Fase  |
| ----------- | ------- | ----- |
| 6 de agosto | 22:33   | Final |

## Medalhistas
|  | BRA Brasil                                                   |  | USA Estados Unidos                                     |  | MEX México                                              |
|  | Breno Correia Marcelo Chierighini Bruno Fratus Pedro Spajari |  | Michael Chadwick Drew Kibler Grant House Nathan Adrian |  | Gabriel Castaño Daniel Ramírez Jorge Iga Long Gutiérrez |

## Recordes
Antes desta competição, os recordes mundiais e pan-americanos da prova eram os seguintes:
| Tipo                             | Atleta | Tempo   | Local   | Data                 |
| -------------------------------- | --- | ------- | ------- | -------------------- |
|                                  | Estados Unidos · Michael Phelps (47.51) · Garrett Weber-Gale (47.02) · Cullen Jones (47.65) · Jason Lezak (46.06) | 3m08s24 | Pequim  | 11 de agosto de 2008 |
| Recorde dos Jogos Pan-Americanos | Brasil · Matheus Santana (49.28) · João de Lucca (48.06) · Bruno Fratus (48.56) · Marcelo Chierighini (47.76)     | 3m13s66 | Toronto | 14 de julho de 2015  |

Os seguintes novos recordes foram estabelecidos durante esta competição:
| Data        | Evento | Atleta | Tempo   | Notas                            |
| ----------- | ------ | --- | ------- | -------------------------------- |
| 6 de agosto | Final  | Brasil · Breno Correia (48.82) · Marcelo Chierighini (47.45) · Bruno Fratus (48.18) · Pedro Spajari (48.16) | 3:12.61 | Recorde dos Jogos Pan-Americanos |

## Resultado final
A final foi realizada em 6 de agosto. 
| Pos.              | Raia | Nadadores                                                                                              | Nacionalidade      | Tempo   | Notas                            |
| ----------------- | ---- | --- | ------------------ | ------- | -------------------------------- |
| Medalha de ouro   | 4    | Breno Correia (48.82) Marcelo Chierighini (47.45) Bruno Fratus (48.18) Pedro Spajari (48.16)           | BRA Brasil         | 3:12.61 | Recorde dos Jogos Pan-Americanos |
| Medalha de prata  | 5    | Michael Chadwick (48.94) Drew Kibler (48.83) Grant House (49.47) Nathan Adrian (47.70)                 | USA Estados Unidos | 3:14.94 |                                  |
| Medalha de bronze | 3    | Gabriel Castaño (50.72) Daniel Ramírez (49.17) Jorge Iga (48.69) Long Gutiérrez (49.12)                | MEX México         | 3:17.70 | Recorde nacional                 |
| 4                 | 6    | Alberto Abel Mestre (49.75) Cristian Quintero ( 48.15) Bryan Chávez (50.85) Jesus Daniel López (50.04) | VEN Venezuela      | 3:18.79 |                                  |
| 5                 | 8    | Ricardo Espinosa (52.22) Sebastián Arispe (51.73) Miguel Zavaleta (52.27) Joaquín Vargas (51.83)       | PER Peru           | 3:28.05 |                                  |
| 6                 | 7    | Jared Fitzgerald (51.52) Gershwin Greene (52.37) N'Nhyn Fernander (51.67) Davante Carey (52.66)        | BAH Bahamas        | 3:28.22 | Recorde nacional                 |
| 7                 | 1    | Isaac Beitia (51.53) Hernán Gonzalez (51.69) Bernhard Christianson (52.55) Édgar Crespo (55.49)        | PAN Panamá         | 3:31.26 |                                  |
|                   | 2    | Federico Grabich (49.80) Guido Buscaglia (50.32) Santiago Grassi Lautaro Rodríguez                     | ARG Argentina      | DSQ     |                                  |

Legenda
| Recorde mundial                  | Recorde mundial (World record)               |                       | Recorde africano                      | Recorde africano (African) |                                           | Q | Classificado por posição (Qualified) |
| Recorde dos Jogos Pan-Americanos | Recorde pan-americano (Pan-American record)  | Recorde da América    | Recorde da América (Americas)         | q                          | Classificado por melhor tempo (Qualified) |   |                                      |
| Melhor marca do ano              | Melhor marca do ano (World leading)          | Recorde asiático      | Recorde asiático (Asian)              | DNS                        | Não largou (Did not start)                |   |                                      |
| Recorde nacional                 | Recorde nacional (National record)           | Recorde europeu       | Recorde europeu (European)            | DNF                        | Não terminou (Did not finish)             |   |                                      |
| Recorde pessoal                  | Recorde pessoal do atleta (Personal best)    | Recorde da Oceania    | Recorde da Oceania (Oceania)          | DSQ / DQ                   | Desclassificado (Disqualified)            |   |                                      |
| Recorde da temporada             | Recorde da temporada do atleta (Season best) | Recorde sul-americano | Recorde sul-americano (South America) | NM                         | Sem marca (No mark)                       |   |                                      |